# Daniel Melo Contreras
Daniel Alexander Melo Contreras (Santiago, 18 de febrero de 1979) es un sociólogo y político chileno, militante del Partido Socialista (PS), partido del cual es actualmente vicepresidente y se desempeñó como diputado por el distrito N.° 27 entre 2014 y 2018.

## Biografía
Es hijo de Sadi Melo, quien se ha desempeñado como alcalde de El Bosque desde 1991, y de Ana Contreras, ambos son profesores. 
Ingresó a la Juventud Socialista en el año 1995, organización en la cual llegó a ocupar el cargo de Presidente Nacional entre los años 2007-2010.
Fue presidente de la Federación de Estudiantes Secundarios Provincia Cordillera (1996), zona sur de Santiago de Chile.
Durante 2009 fue elegido entre los 100 jóvenes líderes de Chile por la Universidad Adolfo Ibáñez y la revista de El Sábado del Diario El Mercurio. Además fue miembro del Consejo Asesor de Juventud de la presidenta Michelle Bachelet.
Fue candidato a diputado en representación del Partido Socialista en las Elecciones parlamentarias del año 2009 por el distrito 27, correspondiente a las comunas de (El Bosque, La Cisterna y San Ramón), obteniendo el apoyo de más de 25 mil ciudadanos con el 17,18% de los votos. En su segundo intento en las elecciones de 2013 fue elegido diputado por más de treinta mil votos y en donde se logró el doblaje. En 2014 presidió la Comisión de Medio ambiente y Recursos Naturales de la Cámara de Diputados, y a la vez, integra la Comisión de Desarrollo Social y Superación de la Pobreza de la misma Corporación.
Es sociólogo de la Universidad ARCIS. Además tiene un Magíster en Asentamientos Humanos y Medio Ambiente del Instituto de Estudios Urbanos y Territoriales de la Pontificia Universidad Católica de Chile.

## Historial electoral

### Elecciones parlamentarias de 2009
- Elecciones Parlamentarias de 2009 a Diputado por el distrito 27 (El Bosque, La Cisterna y San Ramón)[1]

### Elecciones parlamentarias de 2013
- Elecciones Parlamentarias de 2013 a Diputado por el distrito 27 (El Bosque, La Cisterna y San Ramón)[2]

### Elecciones parlamentarias de 2017
- Elecciones parlamentarias de 2017 a diputado por el distrito 13 (El Bosque, La Cisterna, Lo Espejo, Pedro Aguirre Cerda, San Miguel y San Ramón) [3]

### Elecciones parlamentarias de 2021
- Elecciones parlamentarias de 2021 a diputado por el distrito 13 (El Bosque, La Cisterna, Lo Espejo, Pedro Aguirre Cerda, San Miguel y San Ramón) [4]